# Okręgi wyborcze w Irlandii

Mapa pokazująca podział na okręgi wyborcze, obowiązujące w wyborach w 2020 roku. Kolorem czerwony oznaczono okręgi w których wybiera się w sumie 3 TD, fioletowym - 4 TD, zaś seledynowym - 5 TD

Okręgi wyborcze w Irlandii (ang. constituencies) – podział administracyjny Irlandii, używany w celu przeprowadzenia wyborów do izby niższej Oireachtas – Dáil Éireann. Liczba i granice okręgów są zmienne. W wyborach w 2020 roku było ich 39.
Zgodnie z ordynacją wyborczą z 1997 roku po każdym spisie powszechnym komisja ds. okręgów wyborczych (Constituency Commission) powinna dostosować liczbę i granice okręgów tak, aby spełniony był wymóg, by jeden kandydat reprezentował od 20 do 30 tysięcy obywateli. Ostatni raport na ten temat powstał w 2017 roku po spisie z 2016 roku i dotyczył wyborów w 2020 roku. Rekomendował on zmniejszenie liczby okręgów z 40 do 39 przy jednoczesnym zwiększeniu liczby wybieranych Teachta Dála do 160.

## Lista okręgów
Lista okręgów w wyborach do Dáil w 2020 roku:
| Okręg wyborczy       | Liczba wybieranych TD |
| -------------------- | --------------------- |
| Carlow–Kilkenny      | 5                     |
| Cavan–Monaghan       | 5                     |
| Clare                | 4                     |
| Cork East            | 4                     |
| Cork North-Central   | 4                     |
| Cork North-West      | 3                     |
| Cork South-Central   | 4                     |
| Cork South-West      | 3                     |
| Donegal              | 5                     |
| Dublin Bay North     | 5                     |
| Dublin Bay South     | 4                     |
| Dublin Central       | 4                     |
| Dublin Fingal        | 5                     |
| Dublin Mid-West      | 4                     |
| Dublin North-West    | 3                     |
| Dublin Rathdown      | 3                     |
| Dublin South-Central | 4                     |
| Dublin South-West    | 5                     |
| Dublin West          | 4                     |
| Dún Laoghaire        | 4                     |
| Galway East          | 3                     |
| Galway West          | 5                     |
| Kerry                | 5                     |
| Kildare North        | 4                     |
| Kildare South        | 4                     |
| Laois–Offaly         | 5                     |
| Limerick City        | 4                     |
| Limerick County      | 3                     |
| Longford–Westmeath   | 4                     |
| Louth                | 5                     |
| Mayo                 | 4                     |
| Meath East           | 3                     |
| Meath West           | 3                     |
| Roscommon–Galway     | 3                     |
| Sligo–Leitrim        | 4                     |
| Tipperary            | 5                     |
| Waterford            | 4                     |
| Wexford              | 5                     |
| Wicklow              | 5                     |